# Flutter Entertainment
Pour les articles homonymes, voir Flutter.
Flutter Entertainment (anciennement Paddy Power Betfair) est une entreprise de jeux d'argent et de paris.

## Histoire
En septembre 2015, Betfair et Paddy Power fusionnent leurs activités dans un nouvel ensemble qui prend le nom de Paddy Power Betfair, à travers une transaction d'environ 6 milliards de livres. À la suite de cette transaction les actionnaires de  Paddy Power détiendront 52 % du nouvel ensemble et ceux de Betfair, le restant.
En mai 2018, Paddy Power Betfair annonce la fusion de ses activités aux États-Unis avec FanDuel, gardant une participation de 61 % dans le nouvel ensemble.
En octobre 2019, Flutter Entertainment annonce l'acquisition de The Stars Group pour 6 milliards de dollars, créant un nouvel ensemble basé à Dublin et contrôlé à 54 % par les actionnaires de Flutter Entertainment.
En décembre 2021, Flutter Entertainment annonce l'acquisition de Sisal, une entreprise italienne pour 1,62 milliard de livres, un mois  après avoir acquis Tombola, une entreprise britannique de bingo en ligne, pour 402 millions de livres.

## Principaux actionnaires
Au 2 octobre 2021:
| Caledonia Investments (en)                       | 10,2% |
| Capital Research & Management (World Investors)  | 7,88% |
| Capital Research & Management (Global Investors) | 4,06% |
| Massachusetts Financial Services (en)            | 3,02% |
| Citigroup Global Markets (Investment Management) | 2,99% |
| FastBall Holdings                                | 2,97% |
| The Vanguard Group                               | 2,40% |
| Capital International                            | 2,19% |
| David Power                                      | 1,98% |
| Fidelity Management & Research                   | 1,67% |